# 133e division blindée Littorio
Pour les articles homonymes, voir 133e division.
La 133e division blindée « Littorio » (italien : 133ª Divisione corazzata «Littorio») est une division blindée de l'armée royale italienne active pendant la Seconde Guerre mondiale. Le nom de la division provient du faisceau (italien : Fascio littorio) porté par les licteurs de la Rome antique, que Benito Mussolini avait adopté comme symbole du pouvoir d'État du régime fasciste. Déployée en Afrique du Nord en janvier 1942 pour la guerre du Désert la division est anéantie lors de la seconde bataille d'El Alamein en novembre 1942.

## Historique

### Formation
La 133e division blindée « Littorio » est créée le 6 novembre 1939 à Parme par la réorganisation de certaines parties de la 4e division d'infanterie « Littorio », composée de « volontaires » de l'armée régulière et ayant participé à la guerre civile espagnole. L'unité est la troisième division blindée italienne, après la 131e division blindée « Centauro » et la 132e division blindée « Ariete ». Initialement, l'unité compte quatre bataillons de chenillettes, trois bataillons de bersagliers et deux groupes d'artillerie motorisés. Ses bataillons de chars sont équipés de chenillettes L3/35, qui à cette époque sont déjà obsolètes et inadaptées à la guerre moderne.

### Invasion de la France
Le 10 juin 1940, l'Italie entre dans la Seconde Guerre mondiale et commence à envahir le sud de la France. La 133e division et la 101e division motorisée « Trieste » sont envoyés dans la vallée d'Aoste pour exploiter une percée prévue dans le col du Petit Saint-Bernard, objectif devant être réalisé par la 1re division alpine « Taurinense » (en) sur le flanc gauche et la 2e division alpine tridentine sur le flanc droit, la 101e division prenant elle-même le col. Après l'échec des premières attaques, un bataillon de chars du 33e régiment de chars (en) est déployé en avant-poste le 24 juin 1940, mais les chenillettes italiennes s'enlisent dans le terrain accidenté et enneigé. Les artilleurs antichar français détruisent alors un certain nombre de blindés italiens, provoquant le repli du bataillon. Le même jour, l'armistice franco-italien entre en vigueur et la guerre prend fin.

### Invasion de la Yougoslavie
Fin mars 1941, la 133e division est transférée à la frontière avec la Yougoslavie pour l'invasion de la Yougoslavie. Le 11 avril 1941, la division franchit la frontière et avance vers Postojna. Le 12 avril, elle atteint Ogulin et le 14 Šibenik sur la côte dalmate. Les Italiens rencontrent une résistance minime de la part de la 7e armée yougoslave et le 16 avril, la 133e division rencontre des unités de la 158e division d'infanterie « Zara » à Knin et atteint Mostar. Le 17, la 133e division atteint Trebinje, où elle effectue la jonction avec la 131e division blindée « Centauro », qui avait avancé vers le nord depuis l'Albanie. Le 15 mai 1941, l'unité blindée est rapatriée.

### Réorganisation

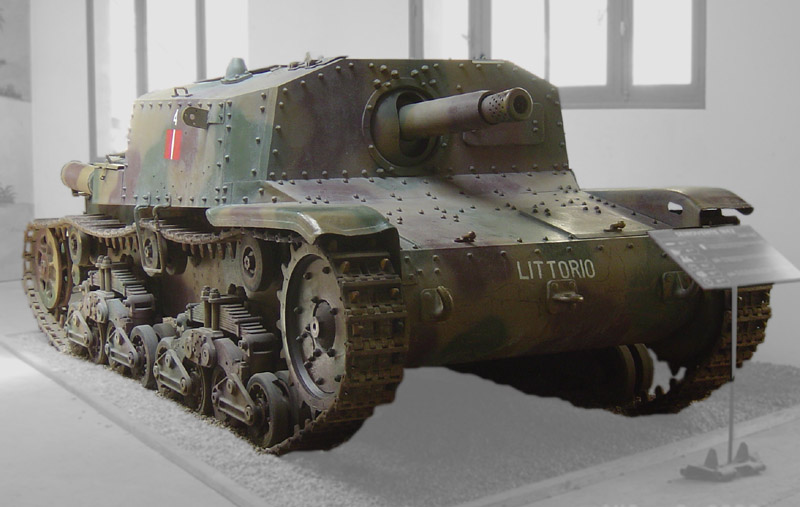
Canon automoteur 75/18.

En septembre 1941, l'unité est réorganisée. Le 27 novembre 1941, les chenillettes obsolètes du 33e régiment de chars sont remplacées par des blindés M13/40 et M14/41 plus modernes provenant du 133e régiment de chars (en). La division reçoit également des groupes d'artillerie automoteurs dotés de canons automoteurs 75/18.

### Guerre du Désert
En janvier 1942, la division reçoit l'ordre de se rendre en Libye pour renforcer la Panzerarmee Afrika, qui combat dans la guerre du Désert contre la 8e armée britannique. En raison des attaques aériennes et navales britanniques provenant de Malte, le transfert de la division prend des mois et s'accompagne de graves pertes d'hommes et d'équipement. Les premières unités arrivées sont plusieurs bataillons d'artillerie automotrice, immédiatement transférés sur le front dans la 132e division blindée « Ariete ». Entre-temps, un transport chargé de blindés appartenant à l'une des compagnies du 12e bataillon de chars est coulé par des avions de guerre britanniques en Méditerranée et le navire transportant le 36e bataillon de bersagliers est torpillé par un sous-marin britannique, perdant les 2/3 de ses hommes dans les eaux de la Méditerranée.
Le 27 janvier 1942, la 133e division doit céder son 10e bataillon de chars « M » dans la 132e division, tandis que le 12e bataillon de chars doit céder tous ses chars restants aux unités déployées sur le front. Arrivé à Tripoli, le 11e bataillon de chars « M » est immédiatement rattaché à la 101e division motorisée « Trieste ». La 133e division perd également une partie de ses unités de défense aérienne, de transport et d'artillerie au profit d'autres divisions. Le 31 mai 1942, la 133e division fut suffisamment reconstruite pour son transfert sur le front, où elle fut affectée au XXe corps d'armée,.
L'unité ne participe pas à la bataille de Gazala, bien que les comptes britanniques incluent généralement ses effectifs en troupes et en chars dans le total des forces de l'Axe. Un groupement tactique composé de deux bataillons de bersagliers, de deux compagnies de chars du 51e bataillon de chars et d'une batterie du 321e groupe d'artillerie arrive sur le front le 20 juin et participe à l'attaque de Tobrouk. La division fait partie de la force d'investissement à Mersa Matruh et poursuit la 8e armée britannique lors de sa retraite vers El Alamein. Dans cette avance, la division est harcelée par la Desert Air Force, comme toutes les formations de l'Axe, et elle s'engagea dans un certain nombre de combats en cours avec la 1re division blindée britannique.

#### Première bataille d'El Alamein
Lors de la première bataille d'El Alamein, le commandant allemand Erwin Rommel prévoit une pénétration des lignes de la 8e armée britannique entre Alamein et Deir el Abyad. Cette opération doit être effectuée par la 90e division légère, la 15e division blindée et la 21e division blindée. Le 90e doit alors avancer vers le nord pour couper la route côtière et piéger les défenseurs d'Alamein entre les forces de l'Axe et la mer. La Panzerarmee Afrika doit virer à droite pour attaquer l'arrière du XIIIe corps britannique. Le XXe corps d'armée italien suit les divisions allemandes et à pour objectif d'occuper la zone de Qattara, tandis que les unités de reconnaissance italiennes et allemandes (dont la 133e division)  protègent les avancées du flanc droit. Les bataillons de l'unité seront lourdement engagés lors de la première bataille d'El Alamein, le 12e bataillon de chars étant tombé à sept chars encore opérationnels à la fin de la bataille.

#### Bataille d'Alam el Halfa
La seconde tentative de Rommel pour déborder les positions britanniques à El Alamein débute le 30 août 1942. La bataille d'Alam el Halfa commence par une attaque de l'Afrika Korps allemand à l'aube, rapidement stoppée par une attaque de flanc de la 8e brigade blindée britannique. Les Allemands limitent les pertes, les Britanniques ayant reçu l'ordre d'épargner leurs chars pour l'offensive à venir, mais en échouant dans leur progression, ceux-ci seront intensément bombardés. Pendant ce temps, les divisions Littorio et Ariete se sont avancés sur le côté gauche de l'Afrika Korps et de la 90e division légère et des éléments du Xe corps d'armée italien se sont rangés pour faire face au flanc sud des troupes néo-zélandaise. Sous des raids aériens constants tout au long de la journée et de la nuit, Rommel voit son offensive échouer le matin du 2 septembre. Rester dans le saillant ne ferait qu'alourdir ses pertes, il ordonne donc à ses forces de se replier.

#### Seconde bataille d'El Alamein

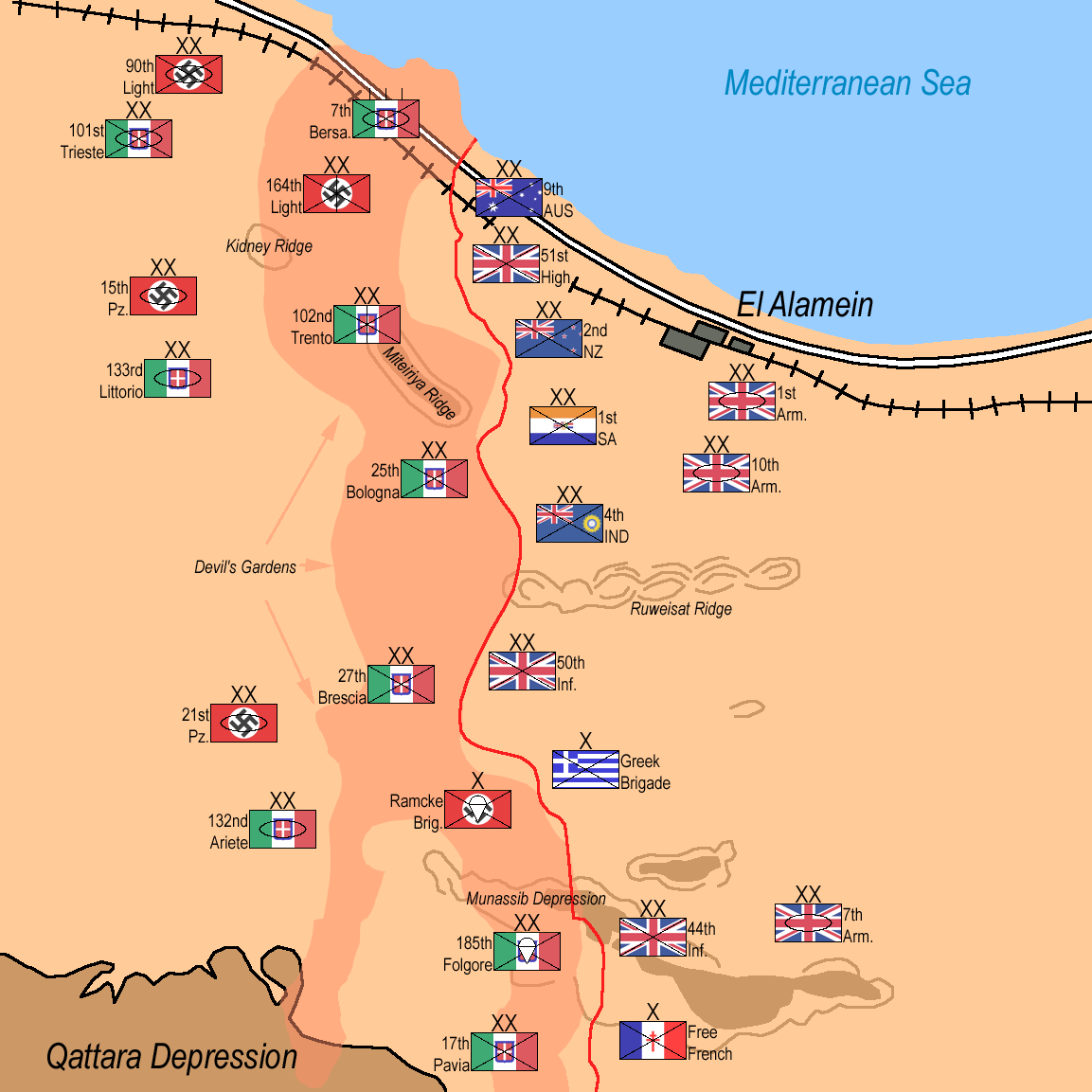
Déploiement des forces à la veille de la seconde bataille d'El Alamein. On peut voir la division Littorio tenu en réserve derrière les divisions d'infanterie.

La seconde bataille d'El Alamein est habituellement divisée en cinq phases, comprenant la percée (23 au 24 octobre), l'effondrement (24 au 25 octobre), la contre-attaque (26 au 28 octobre), l'opération Supercharge (1er au 2 novembre) et l’effondrement (3 au 7 novembre). Aucun nom n'est donné à la période du 29 au 31 octobre pendant laquelle la bataille était au point mort.

##### 25 octobre 1942
Initialement, la 133e division est tenue en réserve derrière les divisions d'infanterie à l'arrière de la crête de Miteirya. Le 25 octobre, les forces de l'Axe lancent une série d'attaques en déployant la 15e division blindée et la et 133e division Littorio. Au coucher du soleil, l'infanterie alliée passe à l'attaque et vers minuit, la 51e division britannique lance trois attaques, mais se perd dans l'obscurité. Les 15e et 133e divisions résistent aux unités blindées alliées aux prix de lourdes pertes, la plupart des unités étant épuisées. Rommel, convaincu que l'assaut principal se déroulera au nord, est déterminé à reprendre le « point 29 ». Il ordonne une contre-attaque contre celui-ci à 15 heures, mais sous l'artillerie lourde et les attaques aériennes, la 15e division, la 164e division légère et des éléments du XXe corps d'armée ne concrétisent aucune avancée majeure. Pendant la journée, Rommel commence également à attirer ses réserves vers ce qui deviendra le point central de la bataille : la 21e division blindée et une partie de la division Ariete se déplacent vers le nord pendant la nuit pour renforcer les 15e et 133e divisions, la 90e division légère à El Daba reçoit l'ordre d'avancer, tandis que la division Trieste doit se déplacer de Fuka vers le front pour les relever. La 21e et la 132e progressent lentement pendant la nuit car celles-ci sont intensément bombardés.
Les archives allemandes du 28 octobre 1942 révèlent que les trois divisions les plus touchées sont les 15e, 21e et 133e divisions, unités ayant perdus 271 chars depuis le début de la bataille le 23 octobre. Ce chiffre inclut les chars hors de combat pour cause de panne mécanique, de mines ou tous autres dégâts résultant des combats, mais à cette époque, les réparations et les remplacements suivaient à peine le rythme des pertes quotidiennes. Les états blindés ennemis survivants indiquent que du 28 au 31 octobre, les deux divisions allemandes ont peiné à rassembler 100 chars en ordre de bataille, la division Littorio italienne en disposant quant à elle 30 à 40.

##### 2 novembre 1942
Le 2 novembre à 11 heures, les restes des 15e, 21e et 133e divisions contre-attaquent la 1re division blindée britannique. Les restes de la 9e brigade blindée britannique, retranchés avec un écran de canons antichar et d'artillerie, bénéficient d'un soutien aérien intensif. La contre-attaque échoue sous une couverture d'obus et de bombes, entraînant la perte d'une centaine de chars. Les combats se poursuivent tout au long du 3 novembre et la 2e brigade blindée britannique est arrêtée par les restes de l'Afrika Korps et les derniers chars de la 133e division Littorio.

##### 4 novembre 1942

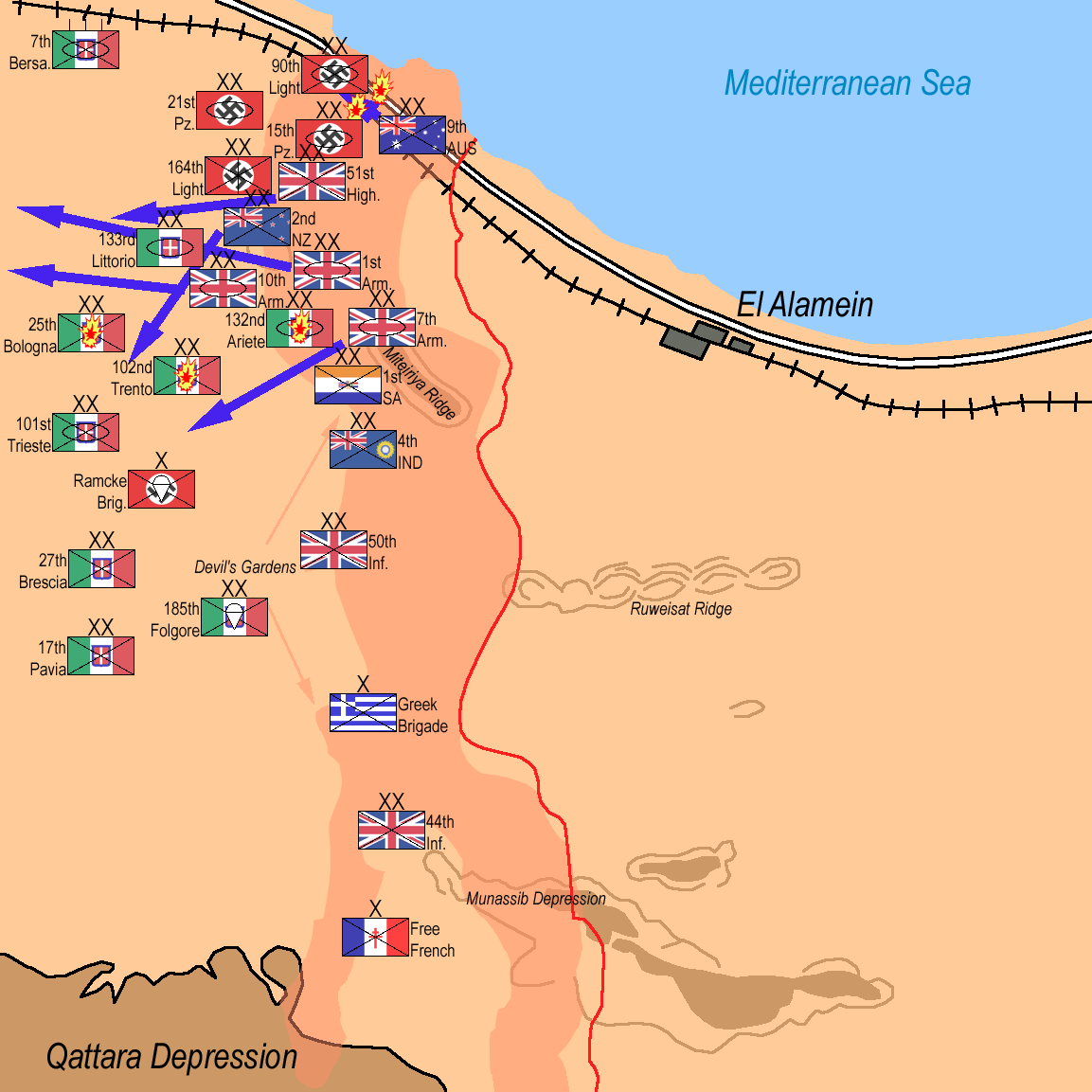
Le 4 novembre, la division Littorio est attaqué par les 1re et 10e divisions blindées britanniques.

Le 4 novembre, les divisions italiennes Littorio, Ariete et Trieste sont détruits lors d'une attaque des 1re et 10e divisions blindées britanniques. Rommel voyant les lignes entre El Daba et la frontière impossible à tenir, ordonne une retraite, les unités italiennes restant sur place pour mener une action d'arrière-garde. La division Littorio est déclarée perdue en raison des événements de guerre le 25 novembre 1942 et le reste de son personnel est affecté dans le groupe tactique « Ariete ».

## Organisation

### En Italie
- 133e division blindée « Littorio », à Parme[1]
  - 12e régiment de bersagliers (it), à Reggio d'Émilie[7]
    - Compagnie de commandement
    - 21e bataillon de motocyclistes bersagliers (réorganisé en 21e bataillon d'armes de soutien bersagliers en septembre 1941)
    - 23e bataillon de bersagliers auto-transporté
    - 36e bataillon de bersagliers auto-transporté
    - 12e compagnie antichar (canons antichar 47/32 ; entrée dans le 21e bataillon d'armes de soutien de bersagliers en septembre 1941)
    - 12e compagnie de motocyclistes bersagliers (créée en septembre 1941)

  - 33e régiment de chars (en), à Parme (remplacé par le 133e régiment de chars le 27 novembre 1941)
    - Compagnie de commandement
    - 1er bataillon de chars « L » (chenillettes L3/35)
    - 2e bataillon de chars « L » (chenillettes L3/35)
    - 3e bataillon de chars « L » (chenillettes  L3/35)
    - 4e bataillon de chars « L » (chenillettes  L3/35)

  - 133e régiment de chars (en), à Pordenone (rejoint la division le 27 novembre 1941)
    - Compagnie de commandement
    - 10e bataillon de chars « M » (chars M14/41 )
    - 11e bataillon de chars « M » ( chars M13/40 )
    - 12e bataillon de chars « M » (chars M14/41)

  - 133e régiment d'artillerie blindée « Littorio », à Mantoue (créé le 18 septembre 1939 par le dépôt du 3e régiment d'artillerie du corps d'armée à Crémone)[20]
    - Unité de commandement
    - 1er groupe (canons de campagne 75/27 mod. 06 (en))
    - 2e groupe (canons de campagne 75/27 mod. 06)
    - 3e groupe (canons 105/28 ; rejoint le régiment en août 1941)
    - 4e groupe mixte
      - 2 × batteries anti-aériennes (canons antiaériens 90/53 montés sur camions Breda 51 (en))
      - 2 × batteries anti-aériennes (canons antiaériens 20/65 mod. 35)

    - Unité de munitions et d'approvisionnement

  - 3e bataillon antichar (formé en septembre 1941)
    - 133e compagnie antichar (canons antichar 47/32 ; unité autonome jusqu'en septembre 1941)
    - 143e compagnie antichar (canons antichar 47/32 ; unité autonome jusqu'en septembre 1941)

  - 133e compagnie mixte du génie (étendue au 33e bataillon mixte du génie en septembre 1941)
  - 133e section médicale
  - 133e section d'approvisionnement
  - 133e section de transports (remplacée par la 43e section de transports en septembre 1941)
  - 85e section des carabiniers
  - 86e section des carabiniers (quitte la division en septembre 1941)
  - 133e bureau de poste de campagne

### En Libye
- 133e division blindée « Littorio »[1],[6]
  - 12e régiment de bersagliers (it)[7]
    - Compagnie de commandement
    - 21e bataillon d'armes de soutien bersagliers
    - 23e bataillon de bersagliers auto-transporté
    - 36e bataillon de bersagliers auto-transporté
    - 12e compagnie des motocyclistes bersagliers

  - 133e régiment de chars (en)
    - Compagnie de commandement
    - 4e bataillon de chars « M » (chars M14/41 ; arrivé du 31e régiment de chars (en) en juin 1942)
    - 10e bataillon de chars « M » (chars M14/41 ; transféré le 27 janvier 1942 dans la 132e division blindée « Ariete »)
    - 11e bataillon de chars « M » (chars M13/40 ; transféré le 2 avril 1942 dans la 101e division motorisée « Trieste » )
    - 12e bataillon de chars « M » (chars M14/41)
    - 51e bataillon de chars  « M » (chars M14/41 ; transférés du 31e régiment de chars en mai 1942)

  - 133e régiment d'artillerie « Littorio »[20]
    - Unité de commandement
    - 1er groupe (canons de campagne 75/27 mod. 06 (en))
    - 2e groupe (canons de campagne 75/27 mod. 06)
    - 3e groupe (canons 105/28)
    - 4e groupe mixte (renuméroté 503e groupe antiaérien)
      - 2 × batteries anti-aériennes (canons antiaériens 90/53 montés sur camions Lancia 3Ro (en))
      - 5e batterie anti-aérienne (canons antiaériens 20/65 mod. 35)
      - 406e batterie anti-aérienne (canons antiaériens 20/65 mod. 35)

    - 5e groupe automoteur (canons automoteurs 75/18 ; renuméroté 556e groupe automoteur)
    - 6e groupe automoteur (canons automoteurs 75/18 ; renuméroté 559e groupe automoteur)
    - 554e groupe automoteur (canons automoteurs 75/18 ; transféré en août 1942 du 131e régiment d'artillerie « Centauro » (en))
    - Unité de munitions et d'approvisionnement

  - 3e groupe d'escadrons / « Lancieri di Novara » (chars L6/40, reconnaissance blindée)
  - 29e groupe antiaérien (canons antiaériens flak 37 de 8,8 cm ; formé par le 3e régiment d'artillerie antiaérienne (en) et rattaché à la division)
  - 321e groupe d'artillerie (obusiers 100/17 mod. 14 (en) ; rattaché à la division)
  - 133e compagnie mixte du génie
  - 133e section médicale
  - 133e section d'approvisionnement
  - 85e section des carabiniers
  - 133e bureau de poste de campagne

## Commandants
- Generale di Divisione Gervasio Bitossi (6 novembre 1939 - 7 juillet 1942)[1]
- Generale di Brigata Emilio Becuzzi (8 - 31 juillet 1942)
- Generale di Divisione Carlo Ceriana-Mayneri (en) (1er août 1941 - octobre 1942)
- Generale di Divisione Gervasio Bitossi (octobre - 25 novembre 1942)